# Silja Dögg Gunnarsdóttir
Pour les articles homonymes, voir Gunnarsdóttir.
Silja Dögg Gunnarsdóttir, née le 16 décembre 1973 à Reykjavik, est une femme politique islandaise. 

## Biographie
Silja Dögg Gunnarsdóttir est membre de l'Althing pour la circonscription de Suðurkjördæmi depuis 2013. Elle est également présidente de la délégation islandaise au Conseil nordique depuis 2017.
Fin octobre 2019, Silja Dögg Gunnarsdóttir est élue au poste de présidente du Conseil nordique pour l'année 2020.